# Melolobium microphyllum
Melolobium microphyllum är en ärtväxtart som först beskrevs av Carl von Linné d.y., och fick sitt nu gällande namn av Christian Friedrich Frederik Ecklon och Carl Ludwig Philipp Zeyher. Melolobium microphyllum ingår i släktet Melolobium och familjen ärtväxter. IUCN kategoriserar arten globalt som livskraftig. Inga underarter finns listade i Catalogue of Life.